# Troodon
 Troodon  ist eine Gattung theropoder Dinosaurier aus der späten Oberkreide von Nordamerika und Asien. Als Erstfund gilt ein im Jahr 1856 entdeckter Zahn, der zunächst für den einer Eidechse gehalten wurde und von dem auch der Name Troodon („Wunden reißender Zahn“) abgeleitet ist. Erst nach weiteren Funden in den Jahren 1979/1980 stellte man fest, dass es sich bei Troodon um einen vogelähnlichen Dinosaurier handelte.
Bisher ist eine einzige Art beschrieben, die Typusart T. formosus. Stenonychosaurus inequalis gilt seit 1987 als Synonym von Troodon formosus. Eine Rehabilitierung von Stenonychosaurus wird aber aktuell diskutiert.

## Merkmale

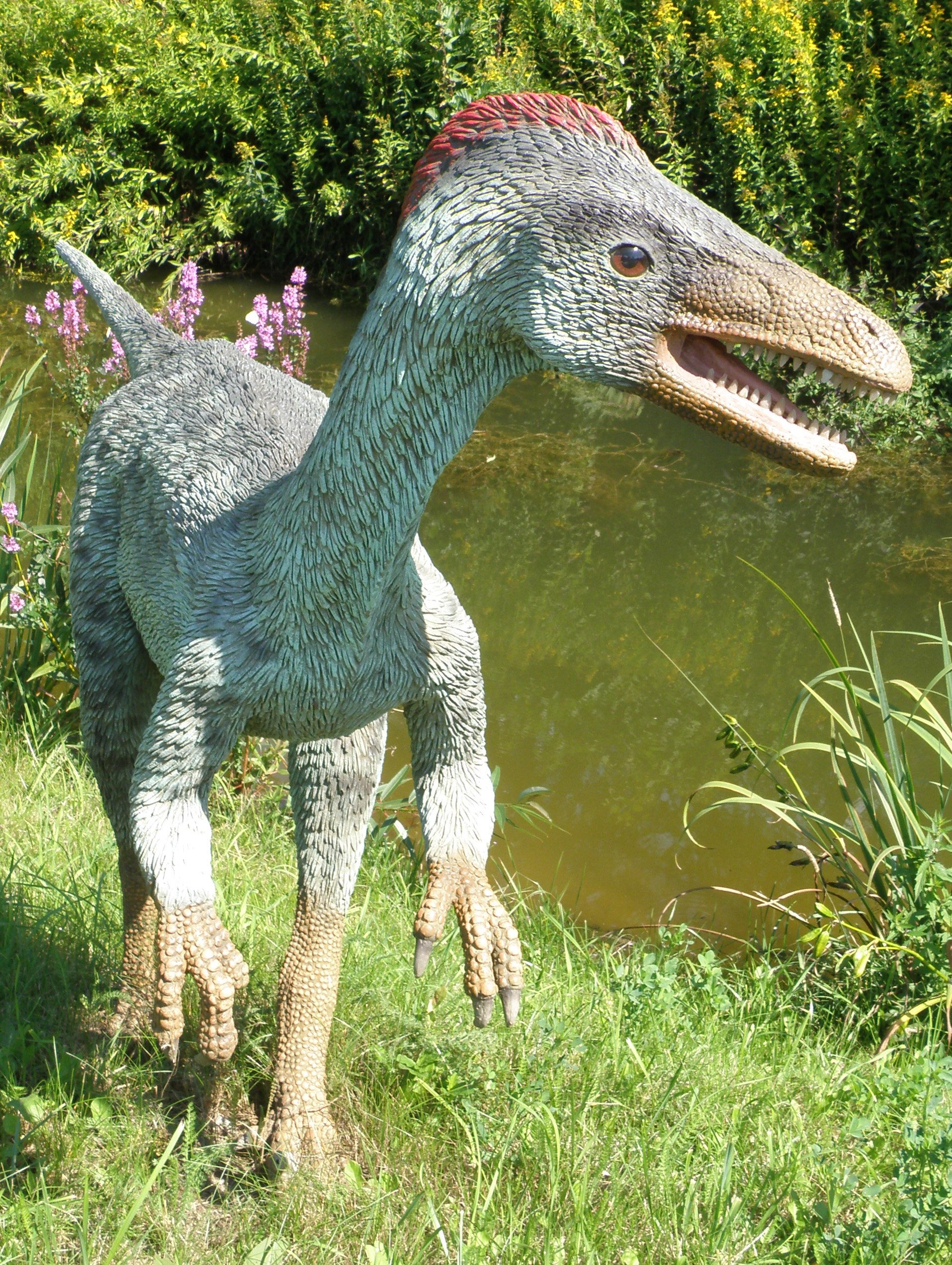
Plastisches Lebensbild von Troodon

Es handelt sich um einen Dinosaurier mit großen Augenhöhlen, was darauf hinweist, dass er nachtaktiv gewesen sein könnte. Zudem waren die Augen teilweise nach vorne gerichtet, was höchstwahrscheinlich bereits ein stereoskopisches Sehen ermöglichte. Einige Wissenschaftler halten Troodon formosus für die am weitesten entwickelte Dinosaurierart und vermuten eine ähnliche Intelligenz wie bei den heutigen Vögeln. Der Dinosaurier besaß ein verhältnismäßig großes Gehirn (0,1 % des Körpergewichts) sowie große Nasenöffnungen, die auf einen ausgeprägten Geruchssinn hindeuten.
Die Körperlänge betrug etwa 2,5 bis 3 Meter und das geschätzte Gewicht etwa 35 bis 45 kg. Die Arme hatten drei zum Greifen geeignete Finger, die Beine drei Zehen, wobei eine Zehe wie bei Deinonychus eine sichelförmige Kralle trug.

## Entdeckungsgeschichte

### Erster Fund
Der Holotyp bestand aus einem einzigen Zahn und wurde 1856 von Joseph Leidy in Santonium gefunden und – allerdings noch als Troödon – beschrieben. Die offizielle Bezeichnung wurde 1876 von Henri-Émile Sauvage geprägt. Leidy fand den Zahn in der Judith-River-Gruppe, hielt ihn jedoch für den einer Eidechse. 1877 wurde Troodon aber als Dinosaurier identifiziert. Aufgrund des spärlichen Fossilienbestandes sollte mehrere Jahrzehnte lang die Klassifikation Troodons heftig diskutiert werden.

### Synonyme
In den frühen 1930er Jahren wurden im Dinosaur Provincial Park in Alberta zwei fragmentarisch erhaltene Dinosaurier-Skelette gefunden. Das erste von beiden, bestehend aus einem Mittelfußknochen, Fragmenten der Handknochen und einigen Schwanzwirbeln wurde von Charles M. Sternberg als Stenonychosaurus inequalis beschrieben und der Familie der Coeluridae zugeordnet. Auch das zweite Skelett wurde einer neuen Art – in diesem Fall einer Eidechse – zugeschrieben: Anhand eines nur teilweise erhaltenen Unterkiefers beschrieb Charles W. Gilmore 1932 Polyodontosaurus grandis. Sternberg stellte dann 1951 als Erster die These auf, P. grandis sei synonym zu Troodon, während er gleichzeitig eine enge Verwandtschaft zwischen ebendiesem und dem von ihm beschriebenen S. inequalis vermutete.
Auch aufgrund der Identifizierung eines weiteren vollständigeren Dinosaurier-Skeletts als Stenonychosaurus durch Dale Russell blieb die Art bis in die 1980er Jahre hinein wissenschaftlich anerkannt und wurde infolge neuerer Untersuchungen nun der Gruppe der Saurornithoididae zugeordnet. 1987 jedoch zeigte Phil Currie, dass die zuvor als Hauptunterschied zwischen Saurornithoididae und Troodontidae angeführte Kiefer- und Zahnstruktur nicht auf der Zugehörigkeit zu verschiedenen Arten, sondern lediglich auf verschiedenen Altersstufen der Tiere beruhte. Daher synonymisierte er sowohl Stenonychosaurus, als auch Polyodontosaurus und Pectinodon bakkeri mit Troodon. Da die letztere Gattung als erstes beschrieben wurde, wurde der Name Troodon nach den Regeln der Nomenklatur beibehalten. Des Weiteren synonymisierte er die Gruppe der Saurornithoididae mit den Troodontidae. Die infolgedessen 1988 von Gregory S. Paul vorgeschlagene Umbenennung von Saurornithoides mongoliensis in Troodon mongoliensis fand in der Forschungswelt jedoch kaum Anklang. Curries Untersuchungen führten zudem dazu, dass relativ kurzfristig sämtliche in Nordamerika gefundenen und auf die Oberkreide datierten Troodontiden-Überreste formlos Troodon formosus zugeordnet wurden.

### Revision des universalen Gattungsmodells
Dieses Vorgehen stieß auf Kritik einiger Forscher (darunter Currie selbst). Angeführt wurde, dass Troodontiden-Funde, die nicht aus der Judith-River-Gruppe stammten, durchaus einer anderen Art angehören könnten. So wurden etwa die Bezeichnung Troodon bakkeri für die Funde in der Lance-Formation, bzw. Troodon inequalis für die im Dinosaur Park (jeweils in Anlehnung an die zuvor dort gefundenen und später synonymisierten Pectinodon bakkeri und Stenonychosaurus inequalis) vorgeschlagen.
Nicholas Longrich postulierte 2008, dass Pectinodon bakkeri durchaus als eigenständige Gattung anzusehen sei.
2011 folgten Lindsay Zanno et al. dieser These und plädierten zudem dafür, Troodon formosus als Nomen dubium zu führen. Als Begründung gaben sie an, dass der 1856 gefundene Zahn allein als Holotyp unzureichend sei, da sich verschiedene Troodon-Arten nur aufgrund der Zahnmorphologie nicht voneinander unterscheiden lassen würden.
2017 griffen Evans et al. diese Forderung auf und empfahlen darüber hinaus, dass fossiles Material von Troodontiden aus dem Dinosaur Park in Gänze Stenonychosaurus zugeschrieben werden sollte. Im selben Jahr gingen Aaron J. van der Reest und Currie noch einen Schritt weiter: Aus den deutlichen Größenunterschieden, sowie Abweichungen bei Schädel- und Beckenknochen zwischen Troodontiden-Überresten des oberen und unteren Teils des Dinosaur Park schlossen die Autoren, dass es sich hierbei um zwei verschiedene Gattungen handeln müsse. Während sie die größeren Exemplare des oberen Teils neu als Latenivenatrix mcmasterae beschrieben, plädierten sie ebenfalls für eine Rehabilitierung von Stenonychosaurus inequalis als Bezeichnung für die im unteren Teil gefundenen kleineren Individuen. Wenngleich vor allem die Wiedereinführung von S. inequalis umstritten ist, bleibt die Tatsache, dass letztlich nur der 1856 gefundene Zahn mit Sicherheit Troodon formosus zugeschrieben werden kann.

## Systematik
Die Einordnung Troodons bildete seit seiner Entdeckung einen aktiven Streitpunkt in der Forschung. Nachdem Leidy den von ihm gefundenen Zahn einer Eidechse zuschrieb, meinte Franz von Nopcsa 1901, es müsse sich um einen Megalosauriden handeln. Gilmore stellte 1924 die These auf, der Zahn würde zum herbivoren Stegoceras gehören, sodass Stegoceras lediglich ein synonym von Troodon sei. Sternberg wies diese Klassifizierung 1945 jedoch zurück und identifizierte Troodon als Theropoden.
Heute wird Troodon als einer der am weitesten entwickelten Vertreter der Troodontidae angesehen.

## Paläobiologie

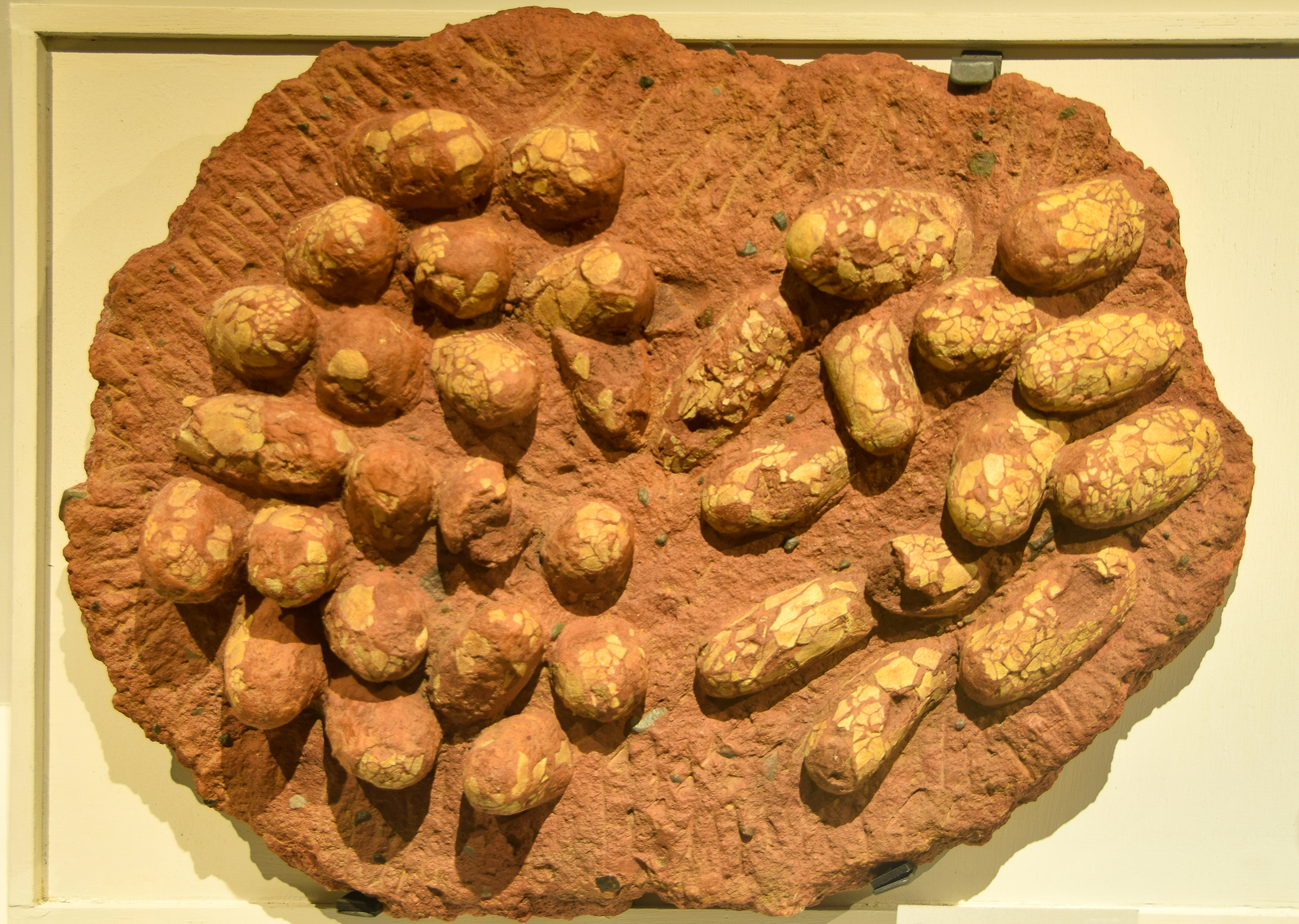
Gelege von versteinerten Troodon-Eiern

In Alaska gefundene Troodon-Zähne sind erheblich größer als vergleichbare Funde aus anderen Gegenden Nordamerikas. Es wird daher geschätzt, dass das sogenannte „Alaska-Troodon“ gut doppelt so groß wie ein durchschnittlicher Vertreter seiner Gattung werden konnte, was auch hier auf die Gültigkeit der Bergmannschen Regel hindeutet. Zudem kam dem „Alaska-Troodon“ aufgrund des Fehlens größerer Raubtiere in der kreidezeitlichen Arktis wohl die Rolle des Spitzenprädators zu, während Populationen an anderer Stelle vor allem mit Vertretern der Tyrannosaurier im Konkurrenzkampf um Beute standen.
Die Zahnstruktur von Troodon deutet auf eine eher weiche Ernährung hin. Knochen brechen, aber auch das Fressen harter Pflanzenteile dürfte wohl kaum möglich gewesen sein. Eine Untersuchung von Eierschalen, die Troodon zugeschrieben werden, legt nahe, dass die Tiere ihre Eier ähnlich wie heutige Reptilien legten. Demnach deutet die Isotopenzusammensetzung innerhalb der Eierschalen darauf hin, dass Troodons Warmblüter waren und vermutlich zwei Eierstöcke besaßen (heutige Vögel besitzen nur einen). Aufgrund ihrer körperlichen Konstitution und dem vermuteten Gewicht der Eier scheint es wahrscheinlich, dass Troodon-Weibchen pro Fortpflanzungsphase 4 bis 6 Eier legten. Da in den Nestern aber bis zu 24 Eier gefunden wurden, scheinen mehrere Weibchen ihre Eier in ein Gemeinschaftsnest gelegt zu haben. Darüber hinaus wird angenommen, dass die Eier bebrütet wurden und die Jungtiere das Nest bereits sehr kurz nach dem Schlüpfen verließen.